# 深山ダム
深山ダム（みやまダム）は、栃木県那須塩原市百村字深山地先、一級水系那珂川本川最上流部に建設されたダムである。
那珂川本川に建設された数少ないダムで、那珂川水系では最大級のダムである。貯水池は「深山湖」（みやまこ）と呼ばれ、水系最大規模の人造湖である。

## 沿革
明治時代より那須疏水事業等、強力に灌漑整備を行い農地面積の拡張を図って来た那須地域の灌漑整備であるが、戦後の食糧増産促進を図る為農林省（現農林水産省関東農政局）は「国営那須野ヶ原土地改良事業」を施工。その水源として那珂川にダムを建設する事とし、下流の板室ダム（重力式コンクリートダム、16.8m）と共に1968年（昭和43年）より建設が開始され、1973年（昭和48年）に完成した。
ダムの型式はアスファルトフェイシングフィルダムで高さは75.5m。那須台地一帯への灌漑、那須塩原市への上水道供給、県営発電が目的である。現在は板室ダム共々栃木県に管理が移行されている。

## 揚水発電の下池として
一方、電源開発株式会社は那珂川上流部に揚水発電所の建設を同時期に計画していた。1969年（昭和44年）「沼原発電所建設計画」を発表し深山ダムを下池に利用し、上池として沼ッ原（ぬまっぱら）調整池を建設し最大出力675,000キロワットの発電を行おうとした。沼ッ原調整池の地質は透水性の高い火山性堆積物であること、ダムから調整池までの最高揚程が500mを超えること（当時の最大揚程は200m台であった）など技術的な問題はあったが、前者は深山ダムと同じアスファルトフェイシングダムとしたこと、後者は新規に大容量フランシス型ポンプ水車を開発、導入したことで解決した。沼ッ原調整池は、深山ダム完成と同じ1973年（昭和48年）に完成、発電所も稼動した。那珂川水系には沼原揚水発電所の他、1995年（平成7年）に東京電力株式会社によって蛇尾川に塩原発電所（蛇尾川ダム・八汐ダム）が建設されている。
ダムは日光国立公園内にあり、ダム湖の深山湖からは那須岳を望める。新緑の時期には雪を被った那須岳が湖面に映える。近くには沼ッ原湿原や板室温泉があり、観光地となっている。
調整池の漢字表記は、国土地理院の地形図上では「沼ッ原調整池」であるが、一般にはしばしば「沼原調整池」と表記されることがある。

## 接続基幹系統
沼原発電所の発生電力を送電するため、沼原線が建設された。1972年（昭和47年）11月17日午後、官庁検査を終えて完成、同月28日には発電所が試運転を開始するスケジュールに合わせたものであった。
- 区間
  - 自　沼原発電所
  - 至　新栃木変電所
- 亘長：55.7km
- 電線：ACSR320mm2
- 鉄塔：135基